# Tour der irischen Rugby-Union-Nationalmannschaft nach Kanada 1899
| Tour der Iren nach Kanada 1899 | Tour der Iren nach Kanada 1899 | Tour der Iren nach Kanada 1899 | Tour der Iren nach Kanada 1899 | Tour der Iren nach Kanada 1899 |
| Übersicht                      | S                              | G                              | U                              | N                              |
| ------------------------------ | ------------------------------ | ------------------------------ | ------------------------------ | ------------------------------ |
| Sonstige Spiele                | 11                             | 10                             | 0                              | 1                              |
| Gesamt                         | 11                             | 10                             | 0                              | 1                              |

Die Tour der irischen Rugby-Union-Nationalmannschaft nach Kanada 1899 umfasste eine Reihe von Freundschaftsspielen der irischen Rugby-Union-Nationalmannschaft. Sie reiste im Oktober und November 1899 durch Kanada und bestritt während dieser Zeit elf Spiele, von denen sie zehn für sich entscheiden konnte. Ihnen gegenüber standen verschiedene Vereine und Auswahlteams; Länderspiele gab es keine, da noch keine kanadische Nationalmannschaft existierte.

## Ereignisse
Es handelte sich um die erste internationale Tour der Iren überhaupt, ebenso um die erste Überseetour eines der vier Home Nations. Auf Einladung des irischstämmigen Unternehmers Duke Collins, der in Kanada den Rugbysport fördern wollte, entsandte die Irish Rugby Football Union 17 Spieler über den Atlantik. 15 dieser Spieler gehörten drei Vereinen an: Dublin University Football Club, Lansdowne Football Club und North of Ireland Football Club. Die meisten von ihnen hatten weder zuvor für Irland gespielt noch würden sie dies nachher tun. Von dem Team, das bei der Home Nations Championship 1899 die Triple Crown geschafft hatte, waren nur wenige in der Lage, die Zeit und die Kosten für die lange Reise aufzubringen. Aufgrund von Verletzungen während der Tour konnten die Iren in den meisten Spielen nur 14 statt 15 Spieler aufstellen. Beispielsweise brach sich James Myles, ein späterer Parlamentsabgeordneter, das Bein und musste bis Dezember in Kanada bleiben, während der Rest der Reisegruppe einen Monat zuvor nach Irland zurückkehrte. Ihre einzige Niederlage erlitten die Iren im dritten Spiel gegen eine Auswahl aus Halifax.

## Spielplan
- Hintergrundfarbe grün = Sieg
- Hintergrundfarbe rot = Niederlage

(Ergebnisse aus der Sicht Irlands)
| #  | Datum             | Gegner                  | Ort          | Stadion             | Ergebnis |
| -- | ----------------- | ----------------------- | ------------ | ------------------- | -------- |
| 01 | 12. Oktober 1899  | Canadian Armed Forces   | Halifax      | Wanderers Grounds   | 10:0     |
| 02 | 14. Oktober 1899  | Canadian Wanderers      | Halifax      | Wanderers Ground    | 16:3     |
| 03 | 16. Oktober 1899  | Halifax Free Wanderers  | Halifax      | Wanderers Ground    | 0:5      |
| 04 | 19. Oktober 1899  | Montreal                | Montreal     | MAA Ground          | 20:12    |
| 05 | 24. Oktober 1899  | Quebec City             | Québec       |                     | 8:0      |
| 06 | 26. Oktober 1899  | Ottawa                  | Ottawa       | Metropolitan Ground | 9:3      |
| 07 | 30. Oktober 1899  | Brookville              | Brookville   |                     | 28:0     |
| 08 | 02. November 1899 | Peterborough Rugby Club | Peterborough | Nicholls Park       | 16:3     |
| 09 | 03. November 1899 | Hamilton Rugby Club     | Hamilton     |                     | 8:0      |
| 10 | 04. November 1899 | Argonauts               | Toronto      | Varsity Stadium     | 23:19    |
| 11 | 06. November 1899 | University of Toronto   | Toronto      | Varsity Stadium     | 12:6     |